# Dnevnik Glumova
Dnevnik Glumova (ryska: Дневник Глумова, på svenska, inofficiellt Glumovs dagbok) är en sovjetisk stumfilm från 1923, regisserad av Sergej Eisenstein.
Kortfilmen Glumovs dagbok var Eisensteins debut som filmare. Den gjordes som en del av en Proletkult-teaterföreställning som baserades på Aleksandr Ostrovskijs pjäs En skojares dagbok från 1868. Filmen avsågs länge vara förlorad, men 1977 återfanns en kopia i det Ryska statsarkivet för film och fotodokument i Krasnogorsk och restaurerades.

## Medverkande
- Grigorij Aleksandrov – Glumov
- Maksim Sjtrauch – Miljukov
- Aleksandr Antonov – Joffre
- Michail Gromov – Turusina
- Vera Janukova – Masjenka
- Sergej Eisenstein  – cameo [6]